# Olympic Hockey Centre
Het Olympic Hockey Centre of Riverbank Arena is een hockeycomplex in het Olympic Park in de Britse hoofdstad Londen voor de Olympische Zomerspelen 2012. De twee velden die het complex telt, gelegen in de wijk Hackney, hebben een capaciteit van 15.000 en 5.000 toeschouwers.
Het bouwen van dit complex kostte zo'n £19.000.000, dus ruwweg zo'n €22.000.000.
Tijdens de Spelen wordt er de sport hockey gespeeld, maar tijdens de Paralympische Spelen 2012 zullen er de sporten blindenvoetbal en CP-voetbal gespeeld worden. Na de Olympische Spelen zullen beide velden een toeschouwerscapaciteit overhouden van 5.000 personen en verplaatst worden naar het noordelijker gelegen Eton Manor. Leyton Orient FC zal dan mogelijk intrek nemen in het stadion. De Europees kampioenschap hockey mannen en vrouwen van 2015 hebben er plaatsgevonden. Verder werden in 2016 beide Champions Trophy's hier afgewerkt. De Champions Trophy voor de heren werd overgenomen van Argentinië, dat dit toernooi oorspronkelijk zou organiseren, maar niet kon voldoen aan bestuursrechtelijke afspraken voor tv-rechten en sponsoring. Londen, dat de Champions Trophy voor de dames al organiseerde besloot daarom ook het toernooi voor de heren te organiseren.